# Lewinna van Sussex
Lewinna van Sussex (gestorven circa 670) was een Angelsaksische martelares die als heilige wordt vereerd in de rooms-katholieke Kerk. Haar feestdag is 24 juli.

## Leven
Over haar leven is niets met zekerheid bekend. Volgens de Historia translationis sanctae Lewinnae van Drogo van Sint-Winoksbergen, de oudste bron die haar vermeldt, werd Lewinna geboren ten tijde van koning Egbert van Wessex. Ze zou geleefd hebben als een vrome maagd en stierf de marteldood toen de heilige Theodorus van Tarsus aartsbisschop van Canterbury was. Drogo ontleent deze gegevens naar eigen zeggen aan een briefje dat op haar beenderen werd gevonden.

## DeHistoria translationis sanctae Lewinnae
De Historia translationis sanctae Lewinnae verhaalt hoe een zekere monnik Balgerus van de Sint-Winoksabdij de relieken van Lewinna in 1058 uit Engeland had meegebracht. Drogo schreef het werk tussen 1058, het jaar waarin de heilige in de Sint-Winoksabdij aankwam, en 1068, het jaar waarin abt Rumold stierf, tot wie de auteur zich in de proloog richt. Hij koos voor een verslag over haar vondst en overbrenging, en niet voor een conventioneel heiligenleven, omdat de nodige biografische gegevens ontbreken. Wel kon hij zich baseren op het ooggetuigenverslag van zijn medebroeder.

### Vondst(inventio)en overbrenging(translatio)
Balgerus en een niet nader genoemde reisgezel steken het Kanaal over met als bestemming Dover. Hun schip drijft echter af en ze belanden in Sussex, op een plaats die Sevordh (Latijn: Maris-vadum = doorwaadbare plaats in zee) wordt genoemd. Archeologisch onderzoek identificeert deze plaats naar alle waarschijnlijkheid als Alfriston, dat tegenwoordig deel uitmaakt van Cuckmere Valley. In de verte ontwaren beide monniken een kerkje waar ze de mis willen opdragen, want het is Pasen. De plaatselijke priester legt uit dat het kerkje gewijd is aan de heilige Andreas en als laatste rustplaats dienst voor de heilige Lewinna. Zij kent er een intensieve verering, getuige de talloze briefjes met smeekbeden en dankbetuigingen die rondom haar graf zijn aangebracht.
Balgerus beraamt onmiddellijk een plan om een relikwie van deze heilige voor zijn klooster te bemachtigen. Aanvankelijk probeert hij de relieken te kopen, wat door de verontwaardigde parochiepriester kordaat wordt afgewezen. Later, als hij alleen is in de kerk, valt de monnik in slaap tijdens het zingen van de psalmen. Daarop verschijnt Lewinna hem in een droom en geeft te kennen dat hij haar relieken naar Sint-Winoksbergen moet meenemen. Na het ontwaken verschuift Balgerus met veel moeite de grafsteen en verzamelt de beenderen in een doek. Tot drie keer toe vallen er echter botten op de grond, wat de monnik interpreteert als een teken van Lewinna: een deel van haar lichaam moet achterblijven, opdat de parochianen van Alfriston haar zouden kunnen blijven vereren.
Tijdens een tumultueuze zeereis komt het schip van Balgerus in een zware storm terecht. De bijgelovige zeelui geven hem de schuld voor hun ellende: hij heeft immers een dode aan boord gebracht, en dan nog een vrouw. Enkelen dreigen ermee hem overboord te gooien (naar analogie met Jona), maar anderen richten een gebed tot de heilige Lewinna en op slag wordt de zee rustig. De windstilte houdt echter aan en zorgt ervoor dat het schip de haven niet uit kan varen. Het proviand raakt op, maar terwijl Balgerus aan land is gegaan om vis te kopen, wakkert de wind weer aan en het schip vertrekt - zonder hem, maar met de relieken.
In de haven vindt Balgerus een Vlaamse kapitein die hem wil meenemen als passagier. Na een overtocht vol gevaren - de stuurman sukkelt in slaap en Lewinna moet het roer overnemen om te vermijden dat het schip aan de grond loopt - ontdekt hij dat de bemanning van zijn eerste schip de relieken heeft toevertrouwd aan een ander schip dat intussen het Kanaal is overgestoken. Die kapitein schenkt Balgerus zijn kostbare vracht terug en op 7 augustus 1058 worden de relieken van de heilige Lewinna plechtig verheven (de elevatio) in de Sint-Winoksabdij.
Stijl en taalgebruik van de tekst, met name de episodes op zee, refereren regelmatig aan de Odyssee van Homeros en de Aeneis van Publius Vergilius Maro. Dit laatste werk werd in kloosters gebruikt om novicen Latijn aan te leren en het is dus niet verwonderlijk dat een monnik ernaar verwijst. Er is echter ook een inhoudelijke parallel: zoals de Trojaan Aeneas na lange omzwervingen op de kust van Latium belandt om uiteindelijk Alba Longa te stichten, zo verlaat ook Lewinna haar vaderland om in haar nieuwe thuis grootse dingen te verwezenlijken.

### Reliekentoer doorheen Kust-Vlaanderen(delatio)
Om de naamsbekendheid van de Engelse heilige Lewinna in het graafschap Vlaanderen te vergroten, besloten de monniken van Sint-Winoksbergen de relieken mee te nemen op een plechtige rondgang (delatio) doorheen Kust-Vlaanderen. Voor het opzet en het traject lieten ze zich inspireren door de monniken van Lobbes, die enkele jaren voordien hun abdij hadden bezocht met het schrijn van de heilige Ursmarus. De reis ging van Sint-Winoksbergen via Alveringem naar Leffinge, en zo verder naar Brugge, om uiteindelijk in Walcheren rechtsomkeer te maken.
Het relaas van deze delatio vormt het tweede deel van de Historia translationis sanctae Lewinnae. Het lijdt weinig twijfel dat Drogo zelf aan deze tocht heeft deelgenomen en zo uit eerste hand verslag kon uitbrengen van de mirakels die zich onderweg voordeden.

#### Alveringem
Een zekere Bodera wordt genezen van chronische nierstenen. Hij blijkt meteen zo fit, dat hij het schrijn helpt dragen tot in Leffinge.

#### Leffinge
De monniken worden op onverschilligheid en zelfs vijandigheid onthaald, omdat ze een heilige met zich meevoeren van wie niemand ooit gehoord heeft. Wanneer de verhoopte mirakels uitblijven, noteert Drogo dat een van de monniken het reliekschrijn berispt alsof hij tegen een levend persoon spreekt. Eerst wordt geprobeerd Lewinna met smeekbedes te overtuigen om haar miraculeuze macht te demonstreren, en als dat niets uithaalt, schakelt men over op dreigementen: als er niet onmiddellijk een mirakel gebeurt, keert het gezelschap stante pede naar Sint-Winoksbergen terug en wordt Lewinna's schrijn ergens in een duistere hoek van de abdijkerk gezet om het te laten verkommeren. Zo ver komt het echter niet, want in een naburig heiligdom begint een kruisbeeld op onverklaarbare wijze water af te geven, alsof het zweet. Wanneer het kruis bij een lamme wordt gebracht, staat deze op en helpt het schrijn een eindje dragen.

#### Oudenburg
Genezing van een vrouw, die wegkwijnt onder een mysterieuze ziekte, gekenmerkt door grote vermoeidheid en beven over het hele lichaam. Deze minutieus door Drogo beschreven symptomen doen denken aan epilepsie.

#### Uitkerke
In Uitkerke arriveren de monniken op het moment dat in en rond de kerk een vete wordt uitgevochten. Nadat de priester daar op zekere dag na het evangelie een sermoen wil afsteken, klinkt van buiten de kerk plotsklaps een groot tumult. Wapens worden getrokken, iedereen staat klaar om elkaar te lijf te gaan, wanneer een twaalfjarige gehandicapte jongen zich biddend voor het altaar werpt, waarop het schrijn van Lewinna staat opgesteld. Daarop geneest hij van zijn aandoening. Dit brengt zo'n verwondering teweeg dat er alleen nog over het mirakel gepraat wordt en de vechtlust verdwijnt.

#### Walcheren
Op Walcheren wordt Lewinna aanroepen door een meisje dat al sinds drie jaar door vreselijke pijn in al haar ledematen wordt gekweld. Het meisje legt haar lot letterlijk in de handen van de heilige: ze wil ofwel genezen ofwel, als dat niet kan, nog liever sterven dan nog langer te lijden. 's Nachts verschijnt Lewinna haar in een visioen en deelt mee dat ze zal moeten sterven. Berustend in haar lot neemt het meisje afscheid van haar ouders, gaat zich baden en bedankt Lewinna voor het verhoren van haar gebed. Daarna geeft ze de geest.
Dit mirakel loopt uitgesproken slecht af, wat pleit voor de authenticiteit van het verhaal. Vermoedelijk had het nieuws zich al dermate verspreid, dat Drogo het niet kon verzwijgen of ontkennen. De enige manier om het gezichtsverlies voor zijn protagonist (en zijn abdij) te beperken, bestond erin om het zo voor te stellen alsof het meisje zelf een keuze had voorgesteld.

#### Brugge
In Brugge wordt Lewinna niet meer op wantrouwen, maar op gejuich onthaald. Haar is gelegitimeerd, wat blijkt uit het feit dat clerus en leken bij de Sint-Donaaskerk klaarstaan om het schrijn plechtig te ontvangen. Wanneer een plotse windstoot dreigt de kaarsen te doven, flakkeren ze door toedoen van de heilige juist hoog op. Vermoedelijk was deze stad de belangrijkste bestemming van de reliekentoer, niet in het minst omwille van het groeiend aantal kooplui onder de bevolking.

## Verering
Na 1058 bleven de monniken van Sint-Winoksbergen Lewinna vereren in hun klooster. Af en toe werd het reliekschrijn in processie door de stad en de omliggende dorpen gedragen. In 1383 werd de Sint-Winoksabdij aangevallen door bondgenoten van de Franse koning en werden de schrijnen van de heiligen Winok, Lewinna, Idisberga en Oswald geplunderd. In 1558 werd Sint-Winoksbergen veroverd door de hugenoten en verdwenen de relieken van Lewinna, met uitzondering van een ribfragment, dat tot aan de Franse Revolutie door de monniken en omwonenden werd vereerd.
Om de reliek te redden van de verwoesting die de abdij trof, werd hij in allerijl overgebracht naar de parochiale Sint-Maartenskerk. In 1905 werd de authenticiteit ervan nog bevestigd door de vicaris-generaal van Kamerijk, waarna de botsplinter gedurende enkele jaren spoorloos verdween. Een parochiepriester herontdekte de relikwie in 1928 en stelde haar tentoon voor verering. Nadat een bombardement tijdens de Tweede Wereldoorlog de kerk in de as legde, ging het botje wellicht definitief verloren.